# Werner Lotze
Werner Bernhard Lotze (* 22. Februar 1952 in Mülheim an der Ruhr) ist ein ehemaliges Mitglied der zweiten Generation der terroristischen Vereinigung Rote Armee Fraktion (RAF). 1980 ging Lotze als RAF-Aussteiger in die DDR und wurde dort 1990 verhaftet. Bei seinem Verfahren machte er von der Kronzeugenregelung Gebrauch und wurde 1992 unter anderem wegen Mordes zu elf Jahren Freiheitsstrafe verurteilt.

## Leben
Nach seiner Schulzeit nahm der Sohn eines Schuhmachers und einer Krankenschwester das Studium der Anglistik und der Sportwissenschaft an der Ruhr-Universität Bochum auf. Er war jahrelang erfolgreicher Ruderer in der Renn-Ruder-Gemeinschaft Mülheim. Später war er Lehrassistent für Deutsch an einer Highschool in Manchester (England), bevor er sein Studium in Bochum fortsetzte, es jedoch im Frühjahr 1976 endgültig abbrach.
Seit 1976 war Lotze im Umfeld der RAF aktiv, im August 1978 stieg er in deren Führungsebene auf.
Während der Schleyer-Entführung war Lotze als Kurier für die RAF tätig. Er wurde durch die Schleppnetzfahndung ermittelt, konnte aber nicht festgenommen werden.
In einem Wald bei Dortmund kam es am 24. September 1978 zu einem Schusswechsel zwischen zwei Polizeibeamten und Lotze sowie Angelika Speitel und Michael Knoll. Dabei wurden Knoll und der Polizeimeister Hans-Wilhelm Hansen getötet; Speitel wurde verhaftet, Lotze konnte entkommen.
Zusammen mit Christian Klar, Adelheid Schulz und Elisabeth von Dyck überfiel er am 19. März 1979 eine Bank in Darmstadt.
Am 25. Juni 1979 verübte er zusammen mit Susanne Albrecht und Rolf Clemens Wagner im belgischen Obourg einen Sprengstoffanschlag auf den Wagen des damaligen NATO-Oberbefehlshabers, General Alexander Haig, den dieser unverletzt überstand.
1980 ging Lotze gemeinsam mit fünf weiteren RAF-Mitgliedern als RAF-Aussteiger in die DDR und wurde dort von der DDR-Staatssicherheit mit einer neuen Identität ausgestattet. Unter dem Namen „Manfred Janssen“ lebte er mit „Katharina Janssen“ (Christine Dümlein) zunächst in Schipkau, dann in Senftenberg (Bezirk Cottbus). Er arbeitete als Kraftfahrer im VEB Synthesewerk Schwarzheide.
Nach dem Ende der SED-Diktatur in der DDR wurde Lotze am 14. Juni 1990 zusammen mit Christine Dümlein in Senftenberg (Bezirk Cottbus) verhaftet. Im darauffolgenden Monat überstellte ihn die DDR auf eigenen Wunsch an die Behörden der Bundesrepublik.
Im Folgenden legte er als erster der nach dem Mauerfall verhafteten RAF-Mitglieder, unter Berufung auf die Kronzeugenregelung vom 9. Juni 1989, ein umfassendes Geständnis ab und bekannte sich persönlich zur Abgabe der tödlichen Schüsse auf den Polizeibeamten bei Dortmund. Aufgrund Lotzes umfangreicher Aussagen wurde erneut Anklage gegen den bereits inhaftierten Rolf Clemens Wagner erhoben, die 1993 zu einer Verurteilung durch das Frankfurter Oberlandesgericht zu weiteren zwölf Jahren Freiheitsstrafe führte.
Lotze wurde am 31. Januar 1991 wegen Mordes, versuchten Mordes in mehreren Fällen, zweier Banküberfälle und eines Sprengstoffanschlags zu zwölf Jahren Freiheitsstrafe verurteilt. In der Revision wurde das Strafmaß 1992 auf elf Jahre reduziert.